# Las solteras del 2
Las solteras del 2 fue una serie de televisión de la cadena Televisa, emitida por El Canal de las Estrellas entre 1987 y 1988, Fue producida por Humberto Navarro y Fue dirigida por Pedro Vázquez Hernández y Fue escrita por Antonio Ferrer y protagonizada por Leticia Perdigón, María Elena Saldaña, Alejandra Beffer y Gilda Deneken, además de la participación de Gary Rivas, Pompin III y Pancho Muller. sin embargo fue cancelada por muy bajo presupuesto. 

## Sinopsis
Son 4 solteronas que viven en el apartamento 2 y tienen raras aventuras con sus 2 vecinos y el loco "Rígido", sometiendo en una larga serie de disparatadas situaciones. Nunca trabajan, ni aportan mucho dinero en ellas mismas, pero hay una gran amistad entre ellas y muchas aventuras divertidas.

## Reparto
- Leticia Perdigón - Luisa
- María Elena Saldaña - Maggie
- Alexandra Beffer - Lorena
- Gilda Deneken - Gilda
- Gary Rivas - Memo
- Pompin III - Poncho
- Pancho Muller - Rígido

## Estrellas invitadas
- Guillermo Rivas "El Borras"
- Aarón Hernán
- Sergio Klainer
- Leonorilda Ochoa
- Lorenza San Martín
- María Teresa Monroy
- Martha Ofelia Galindo